# Blondelia nigripes
Blondelia nigripes là một loài ruồi trong họ Tachinidae.